# Negro cimarrón

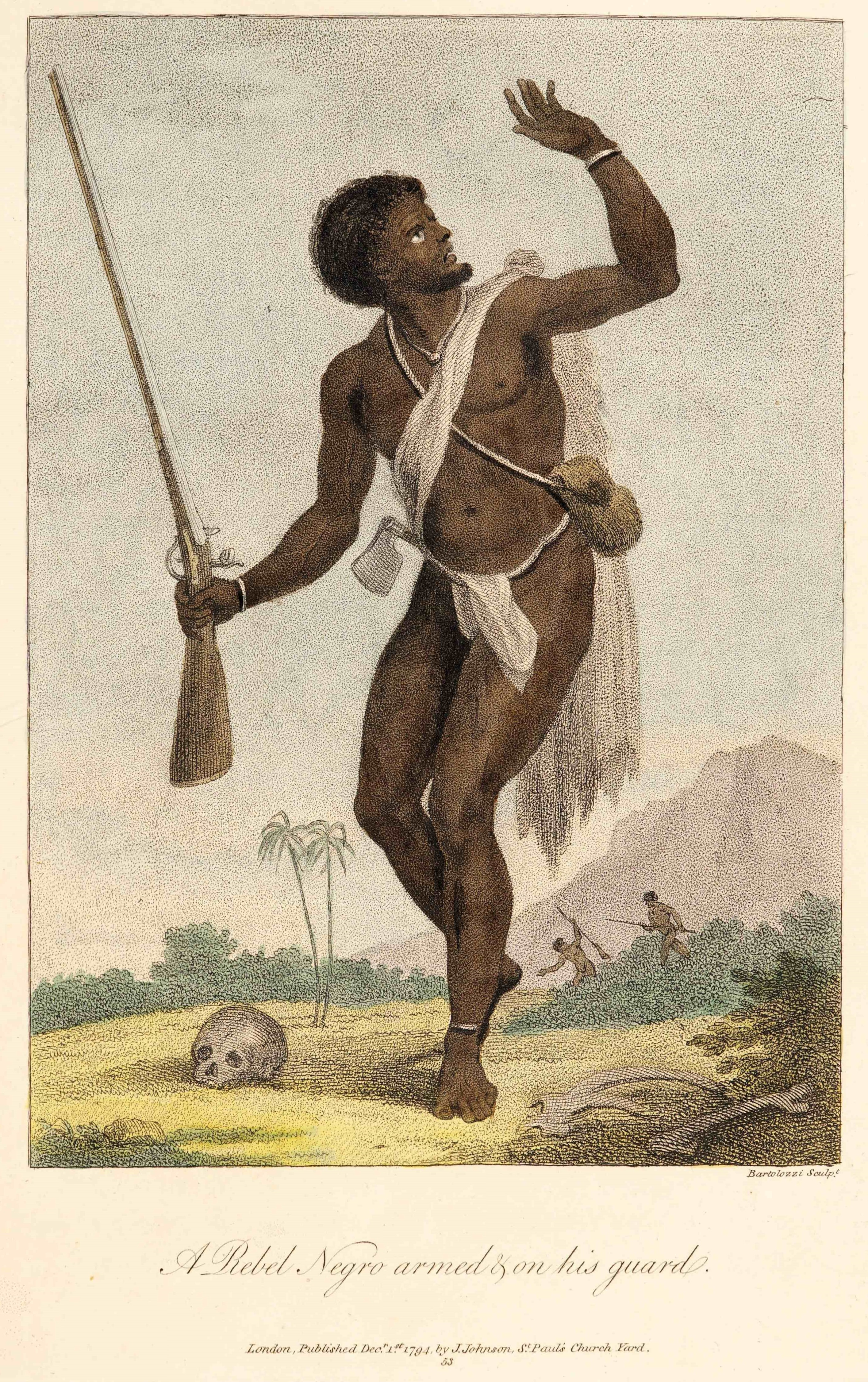
Grabado de un esclavo fugitivo armado

En América, se llamó negro cimarrón (o, simplemente, cimarrón) a todo aquel esclavo rebelde o fugitivo que llevaba una vida de libertad en rincones apartados (de las ciudades o en el campo), denominados palenques o quilombos. Posteriormente, en Cuba se adoptó preferiblemente el vocablo jíbaro para referirse a los cimarrones. Parece también que la palabra cimarrón casi nunca se empleó con los nativos americanos fugitivos de las encomiendas.

## Distribución geográfica

### Colombia
Los esclavos que lograban la libertad huían armados a sitios calurosos y lugares de difícil acceso donde construían fortalezas, llamadas palenques, y conservaban sus costumbres y tradiciones. Decenas y decenas de pueblos fueron fundados por los esclavos en las regiones Caribe (península de La Guajira, gobernaciones de Santa Marta y Cartagena) y Pacífica. En el siglo XVIII, los palenques se formaron en las orillas de los ríos como el Cauca y el Magdalena (por ejemplo, el palenque de El Castigo). Los principales palenques fueron: el de San Basilio, el de Tadó, el del Castigo, el de Matudere, el de Piojó, San Sebastián de Buenavista, Tofeme en el partido de Tolú, la barranca de Malambo, la sierra del Luruaco, San Miguel, el de San José de Uré, el de Guachené, El Congo, Juntas de Yurumanguí, El Arenal y El Punzón. Los principales líderes fueron Benkos Biohó, Domingo Criollo, Barule, Juan de Dios Mandinga, Juan Angola y Casilda Cundumí.

### Cuba
El escritor cubano Miguel Barnet escribió una novela que viene a ser la autobiografía dictada del cimarrón Esteban Montejo.
En la América hispana de la vertiente del océano Pacífico, la palabra cimarrón está asociada también con otros dos vocablos: «palenque» y «rancheador». Palenque era el nombre de los asentamientos de los cimarrones y rancheador era la persona contratada por los propietarios de esclavos para rastrear y capturar a los esclavos fugitivos. 
En la América hispana de la vertiente del océano Atlántico los palenques se denominaban «quilombos».

### Panamá
A raíz de la forma cruel en la que eran tratados, los negros esclavos en Panamá que escapaban y se internaban en la selva, recibiendo el nombre de Cimarrones, efectuaron diversos alzamientos contra las autoridades coloniales españolas, atacando las rutas entre Panamá y Nombre de Dios, lo cual puso en grave peligro el transporte y la comunicación entre el Mar Caribe y el Océano Pacífico.
En 1548 ocurre una fuga de esclavos negros, que organizaron un gobierno y reconocieron como rey a un esclavo llamado Bayano. De la misma manera, otro grupo en 1549, encabezado por Felipillo, se organizó en el Golfo de San Miguel.
Las autoridades coloniales a cargo del Capitán Francisco Carreño combatieron a los cimarrones, infligiendo graves e inhumanos castigos a los que lograban capturar.
A la llegada a Panamá del Marqués de Cañete, virrey del Perú, se dispuso a enfrentar el peligro que representaba el alzamiento de los negros cimarrones. Para ello, se encomendó al Capitán Gil Sánchez dirigir una fuerza a la región de Chepo donde se encontraba Bayano, quien logra derrotar al representante del Virrey.
El Capitán Carreño termina apresando a Bayano, a quien conduce a Nombre de Dios, donde Álvaro de Sosa, Presidente de la Real Audiencia de Panamá, intenta atraer a los cimarrones a la autoridad realista, para lo cual firman un convenio. Una vez libre, Bayano continuó su enfrentamiento con los españoles. En esta oportunidad con el Capitán Pedro de Ursúa, al mando de una expedición de 200 hombres, enfrenta a los esclavos alzados, a quienes consigue vencer. Bayano es capturado y enviado a Sevilla, donde se le asigna una renta por parte de la Corona.
Los cimarrones colaboraron como guías de los piratas y corsarios que llegaron a Panamá durante la época colonial. En recuerdo de las célebres luchas de los cimarrones en las márgenes de Coquira o Chepo, se le dio el nombre de Bayano al río que afluye en el área.

### Perú
La migración de africanos causa por la desigualdad de colonización son el punto de la creación  los fugitivos para que fueran capturados. Cuando los cimarrones eran capturados volvían a manos de sus dueños. Los encargados de aprisionarlos eran los negros conocidos como mogollones. Los cimarrones eran buscados constantemente por sus propietarios, pues cada uno de los esclavos era considerado un objeto con valor, es decir, tenían un precio y quedarse sin uno implicaba perder  los esclavos, además de trabajar para sus amos, podían ser entregados como garantía o alquilados a otras personas. En Puerto Rico al igual que en Perú y posiblemente en otros lugares de América, los propietarios de esclavos usaron la prensa para capturar los esclavos(as)fugados(as). Se utilizó periódicos como la "Gaceta Oficial del Gobierno de Puerto Rico", "El Mercantil" y "El Ponceño" en donde a través de "anuncios y avisos se identificaba los cimarrones y cimarronas ofreciendo detalles físicos como edad, color de la piel (negros retintos, mulatos e inclusive blancos), nariz (chata, roma, aventada, etc), labios, estatura aproximada, marcas en el cuerpo, etc. También en los avisos o anuncios de fuga se incluía quiénes eran sus dueños, pueblo donde se fugaron, haciendas, etnias, oficios, etc.

### Surinam
Africanos esclavizados y llevados por los holandeses a Surinam en los siglos XVII y XVIII para trabajar en las plantaciones coloniales, huyeron a lo profundo de las selvas tropicales, donde establecieron comunidades cimarronas a lo largo de los ríos del sureste de Surinam y partes de la vecina Guayana Francesa, territorio donde su cultura adoptó elementos de las culturas indígenas originarias. En 1757, tuvo lugar una gran revuelta de esclavos en seis plantaciones de madera cerca de Tempati Creek y los esclavos fugitivos se unieron en la selva al grupo ya existente de cimarrones. El 10 de octubre de 1760, los cimarrones firmaron un tratado con los colonizadores holandeses, reconociendo la autonomía territorial, que mantienen hasta el presente.

### Zonas liberadas en América
Hubo este tipo de organizaciones en los territorios tanto españoles como portugueses, en Hispanoamérica. Los "quilombos", "mambices", "cumbes", "rochelas", "ladeiras", etc. fueron otras denominaciones adoptadas por los negros rebeldes. El más famoso palenque del colonialismo latinoamericano fue el "Quilombo de los Palmares", en el Brasil (colonia portuguesa). Tenía una población de unos 15 000 negros cimarrones y se mantuvo durante casi todo el siglo XVII. Las tropas reales portuguesas usaron 6000 soldados y les costó dos años rendirla. Incluso en muchos de esos palenques existieron reyes negros. Por ejemplo: Benkos Biohó, el Rey de Arcabuco, cerca de Cartagena de Indias, en Colombia. En Venezuela, fue famoso el Rey Miguel. En Panamá, el Rey Bayano. En el virreinato del Perú, hubo en Huaura un rey cimarrón a mediados del siglo XVI. El virrey envió a unos 120 soldados españoles, que incursionaron violentamente en el palenque, matando a todos sus integrantes.

## Infraestructura
Un palenque tenía una fuente de agua, un pedazo de tierra para cultivo, un almacén subterráneo y una pequeña cantidad indispensable de lanzas y hachas. 

## Organización
En los palenques, los negros cimarrones mantenían una vida comunitaria, caracterizada por la igualdad entre todos sus integrantes, tanto para el trabajo como para el reparto del alimento y el comportamiento social y moral.
Para su defensa, en algunos palenques se habían construido fuertes. Estaban hechos de empalizadas, en el punto más alto de su temporal albergue. Tenían como únicas armas espadas, cuchillos y otras armas blancas. Nunca poseyeron armas de fuego. En otros casos completaban su defensa acopiando piedras. Hacían ejercicios de corte militar, utilizando la táctica de las guerrillas.
En el caso de los cimarrones criollos, no poseían rey. Sus jefes se hacían llamar coroneles o capitanes, por cuanto éstos no procedían directamente de África, ya que eran, como se dijo, cimarrones criollos.

## Población
En su búsqueda de libertad, se habían unido negros de diversas etnias africanas, incluso algunas que en África mantenían rivalidades muy marcadas, como es el caso de las etnias africanas congos, minas y terranovos.

## Economía
Tenía cierta independencia, aunque mantenía relaciones económicas más o menos normales con las ciudades y haciendas vecinas. En sus áreas de cultivo, sembraban plátano, arroz, maíz, ñame, yuca y se abastecían de carne por medio de la caza de venados y otros animales silvestres.

## Castigos
Si capturaban a un cimarrón fugitivo, los dueños, en ocasiones, le cortaban un pie para que no se escapara de nuevo. En otras ocasiones, castraban a los hombres y cortaban los pechos de las mujeres.